# Rassenschande

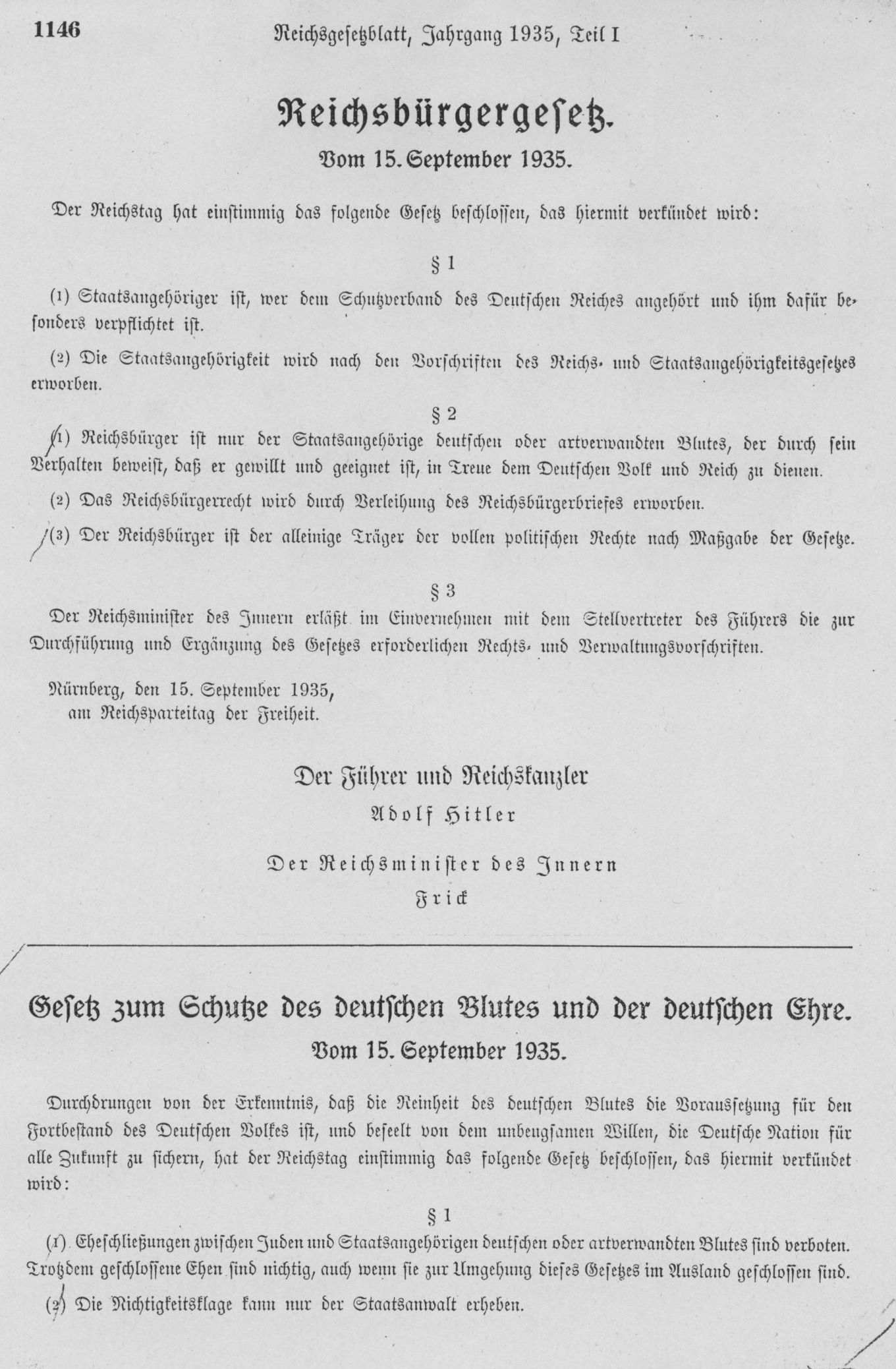
Ustawa o obywatelstwie Rzeszy o ochronie niemieckiej krwi i niemieckiego honoru

Rassenschande (niem. zhańbienie rasy) – pojęcie wprowadzone przez nazistowską propagandę na początku 1935, które nabrało szczególnego znaczenia po wprowadzeniu w Niemczech dyskryminujących Żydów ustaw norymberskich w dniu 15 września 1935, będących elementem polityki rasowej III Rzeszy.
Do 15 września 1935 w świetle niemieckiego prawa małżeństwa Żydów z „osobami krwi niemieckiej”, jak określały rodowitych Niemców przepisy, były dozwolone. Już na początku 1935 naziści zmierzali do ograniczenia tych praw, zwiększając nacisk propagandowy na społeczeństwo, który miał przygotować je na dyskryminujące mniejszość żydowską przepisy. Próbowano ograniczać intymne kontakty między Żydami a kobietami niemieckimi oraz między Żydówkami a mężczyznami niemieckimi, wzywając ich do zaprzestania „hańbienia rasy” i podkreślając jednocześnie, iż osoby które nie posłuchają tych zaleceń zasługują na szczególne potępienie. Zwykły taniec mógł być uznany za prowokację i spowodować surowe konsekwencje, zwykle ich ofiarą padały kobiety bądź mężczyźni którzy utrzymywali kontakty z Żydami bądź Żydówkami. Pod ich domami zbierały się zgromadzenia osób, zorganizowane przez nazistów, przeciwnych „hańbieniu rasy”. Grupy te ochraniane były przez bojówki SA, mające za zadanie utrzymanie porządku, głównie w celu przeciwdziałania ewentualnej negatywnej reakcji społeczeństwa, które w przypadku, gdyby demonstracje wymknęły się spod kontroli, mogłoby sprzeciwić się takim praktykom i doprowadzić w konsekwencji do zakazu zgromadzeń pod domami kobiet bądź mężczyzn i demonstracji ulicznych.
Demonstracje grup przeciwnych „hańbieniu rasy” zwykle przebiegały według jednego schematu: ich członkowie nieśli transparenty z wypisanymi nazwiskami kobiet bądź mężczyzn dopuszczających się niepożądanych zachowań określanych propagandowo jako „zdrajczynie rasy” bądź „zdrajcy rasy”, a tłum w wielogodzinnych przemarszach okrążał miasteczko lub wieś skandując hasła wzywające do zaprzestania kontaktów z Żydami. Pochody takie odbywały się każdej niedzieli aż do osiągnięcia pożądanego efektu. Jednocześnie zorganizowana kampania prasowa ogłaszała „masowe poparcie” dla akcji zamieszczając listy osób podejrzanych o „hańbienie rasy”.
Kontrola nad zachowaniami seksualnymi społeczeństwa niemieckiego zaostrzyła się 13 lipca 1935, kiedy to aresztowano 6 Żydów (mężczyzn) i kilka, jak propagandowo określano, „tzw. niemieckich kobiet”. Pod koniec lipca w aresztach znajdowało się już 26 osób podejrzanych o „hańbienie rasy”, które skierowano do obozów koncentracyjnych – mężczyzn (Żydów) przewieziono do obozu w Lichtenburgu, a kobiety (Niemki) do obozu w Moringen.
Wszelkie małżeństwa z Żydami i stosunki natury intymnej zostały zakazane na mocy jednej z ustaw norymberskich – ustawy o ochronie niemieckiej krwi i czci (niem. Gesetz zum Schutze des deutschen Blutes und der deutschen Ehre) z dnia 15 września 1935. Złamanie zakazu małżeństwa lub kontakty kobiet niemieckich z Żydami groziły karą więzienia. Osoby, które chciały zawrzeć związek małżeński, zgodnie z wymaganiami ustawy, musiały uzyskać odpowiednie zaświadczenia wydawane na podstawie badań rasowych przeprowadzanych w specjalnych ośrodkach przez uprawnionych lekarzy.